# 10718 Samusʹ
10718 Samusʹ este un asteroid din centura principală de asteroizi.

## Descriere
10718 Samusʹ este un asteroid din centura principală de asteroizi. A fost descoperit pe 23 august 1985 la Observatorul de Astrofizică din Crimeea de Nikolai Cernîh. El prezintă o orbită caracterizată de o semiaxă mare de 2,94 ua, o excentricitate de 0,15 și o înclinație de 2,6° în raport cu ecliptica.